# 군비 경쟁
군비 경쟁(軍備競爭)은 여러 국가들이 군사적 우위를 점하기 위해 군비를 확장하는 현상을 말한다. 대표적인 예로 19세기 말 식민지 쟁탈전에서 영국과 독일의 싸움으로 일어난 군사 경쟁을 들 수 있다.

## 원인
19세기 말 ~ 20세기 초의 군비 경쟁의 원인은 프랑스, 영국, 독일 등 유럽 강대국들이 서로 식민지를 차지하려고 한 데 있다. 교통, 통신 기술의 발달로 인해 이 쟁탈이 세계 전 지역에서 더욱 치열해졌다. 특히 영국과 독일, 오스트리아-헝가리 제국이 충돌해 제1차 세계 대전이 일어났다.
제2차 세계 대전 종전 후, 미국을 중심으로 한 자본주의 진영과 소련을 중심으로 한 공산주의 진영이 세력을 겨루면서 소비에트 연방의 붕괴 전에는 소련의 군사력이 크게 증강되었다.

## 건함 경쟁
19세기 말, 영국과 독일 양국은 전함 건조를 두고 경쟁하였다. 세계 정책에 관여하게 된 독일은 영국에 필적하는 해군력을 가질 필요가 절대적이어서, 1898년과 1900년 갖가지 해군법을 제정하고, 해군의 군사력 확장에 노력했다. 영국도 이것을 묵과할 수 없어 이에 격심한 건함 경쟁이 시작되었다. 영국은 동양이나 지중해로부터 함대를 영·프 해협으로 증강하는 등, 대립이 심각해져 경쟁의 중지 교섭도 결렬되고 경쟁은 한층 격심해졌다.

## 미·소 군비 경쟁
제2차 세계 대전이 끝나고, 초강대국이 된 미국과 소련이 서로 군사적 경쟁을 하게 되었다. 두 나라간의 군사력은 전면 전쟁이 일어나면 지구상 생명체의 생존 자체를 위협할 정도의 강력한 신형무기라서 전쟁은 거의 없었고 냉전이 계속되었지만, 과도한 군사력 증강은 결국 소비에트 연방의 몰락을 가져왔다.

## 평가
각국의 경쟁적인 군비강화는 전쟁발발의 우려로 세계경제의 장래를 위협하며, 군수산업에 투입되는 경제자원의 낭비로 인한 평화산업을 위축시킨다는 비판이 있다.

## 같이 보기
- 핵 군비 경쟁
- 암스 컨트롤
- 군수산업
- 제2차 냉전
- 군산 복합체
- 안보 딜레마
- 인공지능윤리